# Rhypotoses dysbata
Rhypotoses dysbata is een donsvlinder uit de familie van de spinneruilen (Erebidae). De wetenschappelijke naam van de soort is voor het eerst geldig gepubliceerd door Collenette.